# Visitor Q
(Kiyoshi, mentre ha un rapporto sessuale con il cadavere di una giornalista)
Visitor Q (ビジターＱ?, Bijitā Kyū) è un film del 2001 diretto da Takashi Miike.
Fa parte di un progetto per la televisione giapponese intitolato Love Cinema ed è stato girato interamente in digitale.
Per i temi trattati è considerato uno dei film più controversi e provocatori diretti dal regista.

## Trama
La famiglia Yamazaki è una famiglia totalmente allo sbando: Kiyoshi, il padre, è un giornalista televisivo represso, ossessionato da un servizio sulla sessualità tra i giovani e sul bullismo. All'inizio del film ha un rapporto sessuale con la figlia Miki, che abita per conto suo e fa la prostituta; dato che Kiyoshi soffre di eiaculazione precoce, la figlia alla fine del rapporto lo deride. Keiko, la madre, viene costantemente picchiata dal figlio minore Takuya, a sua volta vittima del bullismo dei compagni di scuola (che a volte lo percuotono con le botte e lo umiliano in vari modi, altre volte gli lanciano fuochi d'artificio in casa), e trova rifugio nella droga che si procura prostituendosi anch'ella.
Un giorno Kiyoshi viene colpito con una pietra sulla testa da uno strano ragazzo. Questi ripete il gesto in più occasioni, finché non segue Kiyoshi fino a casa. Il ragazzo, il "Visitatore", diviene così parte della famiglia, che inizia a cambiare: la madre trova il coraggio di ribellarsi al figlio e gli lancia un coltello, sfiorandolo di poco, e inizia a riscoprire la propria sessualità grazie al Visitatore, che riesce a farle uscire un enorme quantitativo di latte dalle mammelle. Il padre, mentre segue il figlio con la scusa di documentare il bullismo a cui viene sottoposto dai suoi compagni, a causa del rifiuto di una sua collega giornalista di prender parte alle riprese viene colto da raptus e, nel tentativo di violentarla, la uccide, mentre il Visitatore riprende tutto con una telecamera a mano. Portato a casa il cadavere per farlo a pezzi, l'uomo decide comunque di consumare l'amplesso con la defunta collega, all'interno della piccola serra nel giardino di casa; a causa, tuttavia, del rigor mortis, il pene gli rimane incastrato nella vagina della donna e Kiyoshi è dunque costretto a chiedere aiuto alla moglie, che intanto è in cucina per mostrare al Visitatore di riuscire finalmente a produrre latte dalle mammelle senza bisogno del suo aiuto. Portato il marito con il cadavere in bagno, la donna riesce a tranquillizzarlo iniettandogli dell'eroina e risolvendo la situazione. Kiyoshi e Keiko accorrono quindi in aiuto del figlio, che sta venendo picchiato davanti a casa dai bulli, uccidendoli in maniera selvaggia; poi iniziano insieme a fare a pezzi il cadavere della giornalista.
Prima di sparire il Visitatore incontra per l'ultima volta Takuya, che giace nella pozza di latte versato dalla madre, il quale lo ringrazia e gli promette di iniziare a studiare. Il Visitatore incontra infine per strada Miki, che gli propone di copulare a prezzo speciale ma il ragazzo la colpisce sul volto con una pietra. Miki torna quindi alla casa natale: dalla finestra vede la madre nella serra in giardino che allatta il padre, e poco dopo si unisce a loro.

## Riconoscimenti
- 2001- Fant-Asia Film Festival
  - Miglior film
- 2001 - Sweden Fantastic Film Festival
  - Premio speciale
- 2002 - Japanese Professional Movie Awards
  - Miglior regia

## Collegamenti ad altre pellicole
- Il soggetto del film presenta delle analogie con quello di Teorema, diretto da Pier Paolo Pasolini nel 1968.[1]
- La sequenza in cui Kiyoshi viene sodomizzato con un microfono da un gruppo di ragazzi verrà riproposta in Agitator, diretto da Takashi Miike nel 2001, in cui la violenza è subita da una ragazza.
- Una mungitura dei seni è presente anche in Gozu, diretto da Takashi Miike nel 2003.

## Errori
Durante alcune scene all'interno della casa della famiglia Yamazaki, si può vedere in alcuni momenti un microfono "giraffa" sbucare dall'alto.